# Гучуа Вальтер Валерійович
Вальтер Валерійович Гучуа (груз. გუჩუა ვალტერ; нар. 6 червня 1975) — грузинський футболіст, захисник.

## Клубна кар'єра
Вальтер Гучув народився 6 червня 1975 року. Дорослу футбольну кар'єру розпочав у 1991 році клубі «Амірані» (Очамчіра) в Лізі Еровнулі. Зіграв 56 матчів у вищому дивізіоні, а в 1993 році перейшов «Цхумі» (Сухумі). Проте того ж року повернувся до Амірані». Після цього захищав кольори іншого вищолігового клубу, «Самгуралі» (Цкалтубо). Після цього виїздить до України, де стає гравцем аматорського клубу «Керамік» (Баранівка). У сезоні 1993/94 років разом з командою виступав в аматорському чемпіонаті України, де допоміг своєму клубу посісти друге місце в другій групі та путівку до Третьої ліги. Того сезону зіграв 9 матчів в аматорському чемпіонаті України. Наступного сезону разом з баранівською командою дебютував на професіональному рівні, у Третій лізі, в якій відіграв 5 матчів. Дебютував у кубку України 27 вересня 1994 року в переможному (1:0) домашньому поєдинку 1/16 фіналу проти шепетівського «Темпу». Вальтер вийшов на поле в стартовому складі, а на 50-ій хвилині його замінив Олександр Гостинник. Проте цей поєдинок для Гучуа виявився єдиним у турнірі, оскільки по ходу сезону він повернувся на батьківщину, де підписав контракт з «Шевардані-1906». У сезоні 1995/96 році опинився вже в складі «Самтредії», разом з якою був учасником Кубку УЄФА. Сезон 1996/97 відіграв у складі іншого клубу, «Одіші» (Зугдіді). У футболці колективу з Зугдіді у вищлму дивізіоні грузинського чемпіонату зіграв 26 матчів та відзначився 1 голом. У 1997 року приєднався до гранда грузинського футболу, тбіліського «Динамо» (Тб), кольори якого захищав до 2000 року. У футболці столичних динамівців дебютував у Лізі чемпіонів. У складі «Динамо» в чемпіонаті Грузії зіграв 60 матчів та відзначився 1 голом. З 2000 по 2001 рік виступав у «Торпедо» (К). Після цього нетривалий час був гравцем клубу «Колхеті-1913». У 2002 році виїхав до США, де виступав за ФК «Даллас». Проте вже незабаром повернувся до Грузії в кутаїське «Торпедо», в складі якого виступав до 2003 року. Разом з кутаїським клубом був учасником Ліги чемпіонів. Після цього часто змінював клуби, з 2003 по 2005 роки виступав у грузинських командах «Сіоні» (встиг разом з командою виступити в кубку УЄФА), «Колхеті-1913», «Зестафоні», «Динамо» (Сухумі). Винятком став 2004 рік, коли Вальтер вирішив знову спробувати свої сили за кордоном, цього разу в іранському «Саба Баттері», проте й тут надовго не затримався. З 2006 по 2009 рік виступав у «Мглебі» (Зугдіді), а з 2009 по 2010 рік — у «Байя» (Зугдіді). У 2010 році зіграв 6 матчів у футболці «Самтредії», а з 2011 по 2012 рік був гравцем «Самтредії II». По закінченні сезону 2011/12 вирішив завершити кар'єру футболіста.

## Кар'єра в збірній
Дебютував у футболці національної збірної Грузії 24 квітня 1996 року в програному (0:5) виїзному товариському поєдинку проти Румунії. Вальтер вийшов на поле на 46-ій хвилині, замінивши Георгія Немсадзе. Загалом у складі збірної зіграв 5 матчів. Востаннє в складі головної команди Грузії виходив на поле 9 травня 2001 року в переможному (1:0) домашньому товариському поєдинку проти Азербайджану. Гучуа вийшов на поле на 46-ій хвилині, замінивши Реваза Кемоклідзе.

## Титули і досягнення
- Чемпіон Грузії (4): 1997-98, 1998-99, 2000-01, 2003-04
- Володар Кубка Грузії (1): 2000-01
- Володар Суперкубка Грузії (2): 1997, 1999